# Ідіасабаль (сир)

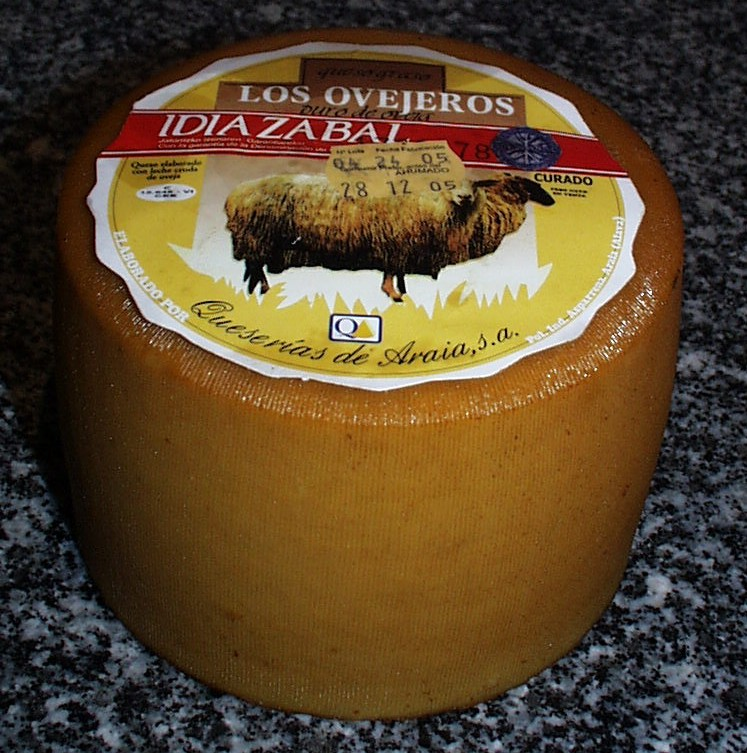
Сир ідіасабаль

Ідіасабаль (ісп. Idiazábal) — іспанський твердий сир з овечого молока, вироблений у Країні Басків і Наваррі. Названий за однойменним містечком у баскській провінції Гіпускоа. Виготовляється із сирого і пастеризованого молока овець порід лача і каррансана. Має легкий або середньопікантний смак, буває також копченим. Сирна головка важить 1-3 кг при нормативній висоті 8-12 см і діаметрі від 10 до 30 см. Мінімальний вміст жиру становить 45 %. У містечку Ордісія щорічно проводиться конкурс на найкращий сир ідіасабаль.